# Manus (ostrov)
Manus je ostrov, který je součástí stejnojmenné provincie na severu státu Papua Nová Guinea. Jedná se o největší ostrov Admiralitních ostrovů a pátý největší ostrov Papuy Nové Guneje s rozlohou 2 100 km², s velikosti cca 30 × 100 km. Podle sčítání lidu z roku 2011 měla Manuská provincie celkem 50 321 obyvatel. Na ostrově se nachází hlavní město manunské provincie, Lorengau. Na nedalekém ostrově Los Negros, který je s ostrovem Manus spojen mostem se nachází letiště Momote. Kromě obyvatel ostrova bylo na ostrov v letech 2001–2004 a 2012–2017 přesídleno několik stovek žadatelů o azyl v Austrálii.

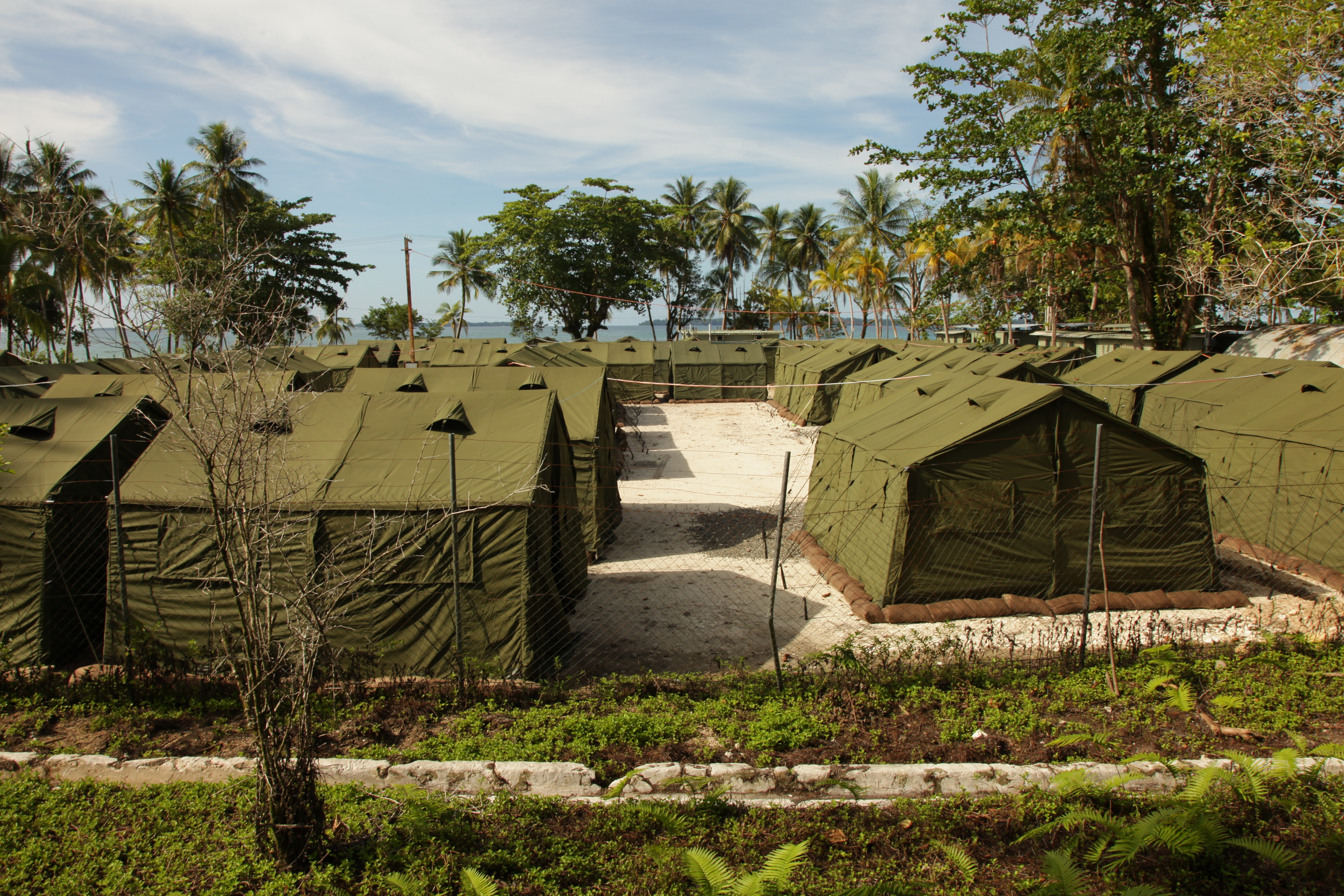
Detenční zařízení pro žadatele o azyl

Ostrov Manus je pokrytý hustou džunglí, kterou lze zhruba popsat jako nížinný deštný les. Nejvyšší hora ostrova Mt. Dremsel (718 metrů) se nachází na jižním pobřeží ostrova. Ostrov je vulkanického původu a nad hladinu oceánu vystoupil pravděpodobně v pozdním miocénu před 8 až 10 miliony let. Ostrovní horniny jsou buď vulkanického původu nebo z vyzvednutého korálového vápence.